# تشهارتكاب
تشهارتكاب (بالفارسية: چهارتکاب) هي قرية تقع في قسم قلندرآباد الريفي في إيران. يقدر عدد سكانها بـ 278 نسمة بحسب إحصاء 2016.